# Akt supremacji
Akt supremacji (ang. Act of Supremacy) – ustawa uchwalona przez parlament angielski w roku 1534 (przywrócona później w 1559), która przyznała władcy Anglii tytuł głowy Kościoła anglikańskiego oraz uniezależniła angielskie duchowieństwo od papiestwa.

## Pierwszy akt supremacji z 1534

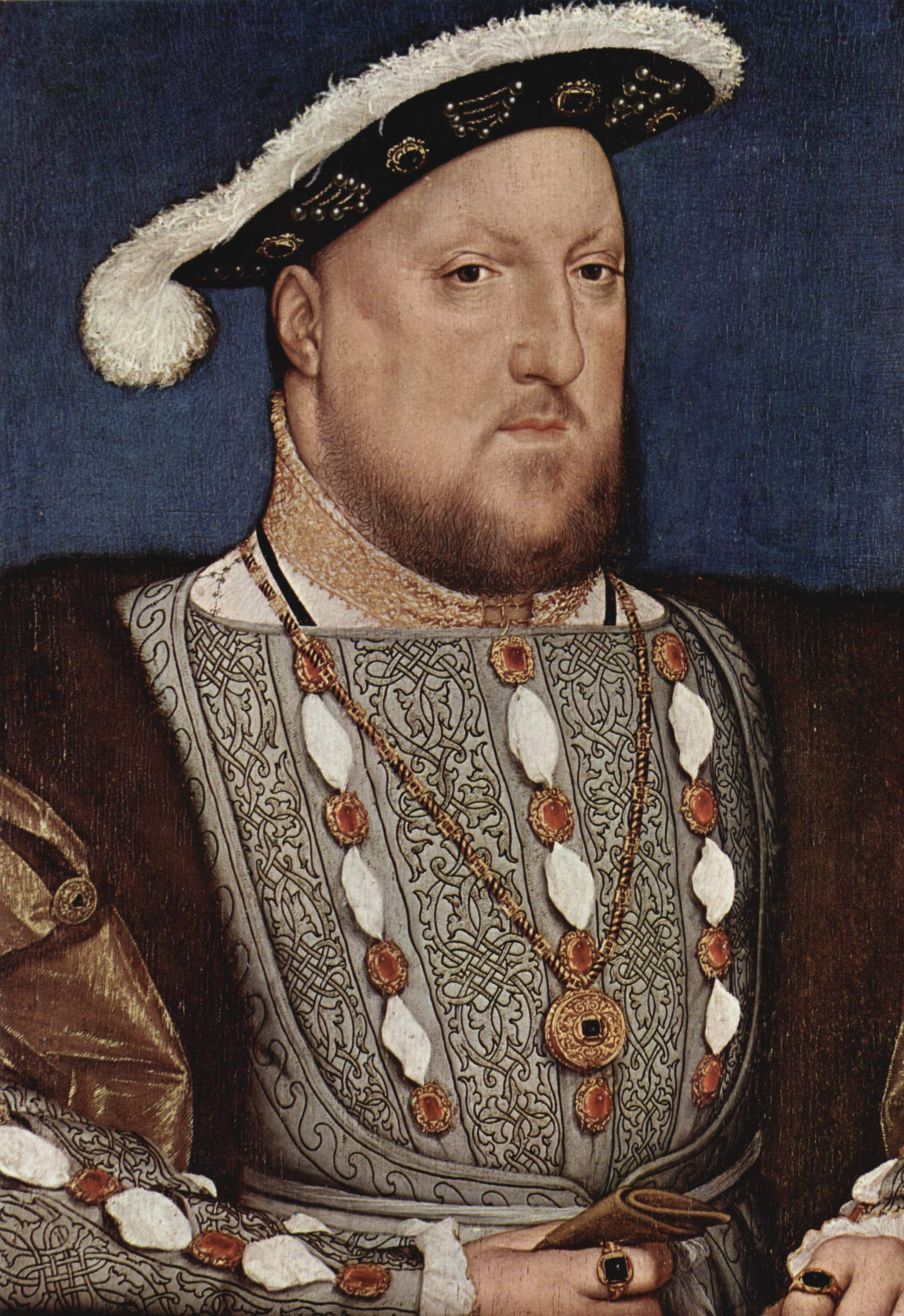
Henryk VIII ok. 1534

W 1527 król Anglii Henryk VIII wystąpił do papieża Klemensa VII z prośbą o unieważnienie jego małżeństwa z Katarzyną Aragońską. Główną przyczyną takiej decyzji była miłość do Anny Boleyn, dwórki Katarzyny. Papież nie zgodził się przez wzgląd na pokrewieństwo królowej z Karolem V, cesarzem i królem Hiszpanii. Papieska odmowa stała się pretekstem do wystąpienia Królestwa Anglii przeciwko Stolicy Apostolskiej. W latach 1532–1534 uchwalono szereg aktów prawnych, mających na celu uniezależnienie angielskiego duchowieństwa od papiestwa; dokumenty te m.in. zakazywały uiszczania annat i świętopietrza (Act of Conditional Restraint of Annates), uchylały moc papieskich interdyktów wobec Anglii, a także znosiły prawo papieża do mianowania w Anglii biskupów i arcybiskupów.
Zwieńczeniem dążeń Henryka był uchwalony przez parlament w 1534 roku akt supremacji, ogłaszający go głową Kościoła anglikańskiego. Poza odrzuceniem władzy papieża, ustawa ta nie ingerowała w zakres dogmatów i ceremonii kościelnych. Uchwalona niedługo później ustawa o zdradzie (ang. Treasons Act) orzekała, iż negowanie postanowień aktu supremacji ma być traktowane na równi ze zdradą stanu.
Pierwszy akt supremacji został uchylony przez najstarszą córkę Henryka VIII, katolicką królową Marię I.

## Drugi akt supremacji z 1559
Po śmierci Marii pozycja katolicyzmu w kraju znacznie się pogorszyła. Na tron wstąpiła córka Henryka i Anny Boleyn, Elżbieta I Tudor, która postanowiła kontynuować reformację Kościoła w duchu schizmy zapoczątkowanej przez swojego ojca. W 1558 królowa zwołała parlament, który w 1559 uchwalił Akt uniformizacji ustanawiający wspólny modlitewnik anglikański oraz ponownie wprowadził w życie Akt supremacji. Elżbieta ogłosiła się Najwyższym Zwierzchnikiem Kościoła Anglii, narzucając przysięgę supremacji osobom ubiegającym się o stanowiska publiczne bądź kościelne, z czasem też kandydatom na wyższe uczelnie. Każdy, kto odmówił złożenia przysięgi, mógł stracić cały swój majątek, a nawet zostać posądzony o zdradę stanu i stracony. Elżbieta jednakże nie tępiła bezwzględnie pomniejszych wykroczeń przeciwko Kościołowi, dopóki nie godziły one w żaden sposób w rację stanu lub interes władcy.